# رائول لونگی
رائول لونگی (انگلیسی: Raúl Longhi؛ زادهٔ ۱۷ مهٔ ۱۹۵۲) بازیکن سابق فوتبال اهل آرژانتین است که عمدتا در پست وینگر راست بازی می‌کرد.